# Циклотронный резонанс Азбеля — Канера
Циклотронный резонанс (ЦР) Азбеля — Канера — резонансное поглощение энергии высокочастотного электромагнитного поля в металле на частотах {\displaystyle \omega }, кратных частоте обращения электрона в магнитном поле {\displaystyle \omega _{c}}, обусловленное многократным синхронным ускорением электронов на участке орбиты, находящемся в скин-слое . Был теоретически предсказан М. Я. Азбелем и Э. А. Канером в 1956 г. Является научным открытием, зарегистрированном в Государственном реестре открытий СССР, № 45 с приоритетом от 31 января 1956 г.
Периодическое синхронное ускорение электронов в узком скин-слое {\displaystyle \delta } напоминает ускорение электронов высокочастотным электрическим полем в зазоре между дуантами циклотрона. Аналогия с принципом действия циклотрона определила название резонанса — циклотронный резонанс.
Следует отличать ЦР Азбеля — Канера от циклотронного резонанса (или, как назвали его авторы открытия, «диамагнитного резонанса»), предсказанного Я. Г. Дорфманом и Р. Б. Динглом, для полупроводника, помещённого в постоянное магнитное поле и в перпендикулярное ему поле циркулярно поляризованной электромагнитной волны с частотой {\displaystyle \omega \backsim \omega _{c}}, электрическое поле которой вследствие малой концентрации носителей заряда можно считать однородным.

## Условия наблюдения
ЦР Азбеля-Канера наблюдается в условиях аномального скин-эффекта, когда глубина проникновения высокочастотного поля в металл (глубина скин-слоя) {\displaystyle \delta } существенно меньше длины свободного пробега носителей заряда {\displaystyle l}, а ларморовский радиус {\displaystyle r_{H}} траектории движения в магнитном поле {\displaystyle H}, параллельном поверхности, удовлетворяет неравенству {\displaystyle \delta \ll r_{H}\ll l}. Эти условия предполагают наблюдение резонанса в чистых монокристаллических проводниках при низких температурах в сильных магнитных полях.

## Качественное объяснение
Геометрия эксперимента по наблюдению ЦР Азбеля-Канера приведена на Рис. В параллельном поверхности магнитном поле существует группа электронов (при замкнутой ферми-поверхности), орбита которых проходит через скин-слой. При {\displaystyle r_{H}\ll l} они многократно возвращаются в этот слой, хотя большую часть времени проводят вне него. Электрическое поле в скин-слое меняется со временем с частотой {\displaystyle \omega } . Если частота вращения электрона {\displaystyle \omega _{c}} совпадёт с частотой поля, электрон будет ускоряться электрическим полем волны при каждом заходе в скин слой. Очевидно, что то же самое будет происходить, если частота поля кратна циклотронной частоте, {\displaystyle \omega =n\omega _{c}}, {\displaystyle n=1,2,3...}.
Циклотронная частота {\displaystyle {{\omega }_{c}}={\frac {eH}{{{m}_{c}}c}}} зависит от циклотронной массы {\displaystyle {{m}_{c}}={\frac {1}{2\pi }}{\frac {\partial S}{\partial {{\varepsilon }_{F}}}}}, где {\displaystyle S} — сечение поверхности Ферми плоскостью постоянного значения импульса электрона вдоль магнитного поля {\displaystyle {{p}_{H}}=const}, {\displaystyle \varepsilon _{F}} — энергия Ферми. Особенности высокочастотного импеданса возникают при экстремальных значениях частот {\displaystyle \omega =n{{\left({{\omega }_{c}}\right)}_{extr}}}, для которых {\displaystyle {\frac {\partial {{\omega }_{c}}}{\partial {{p}_{H}}}}=0}. Особенности импеданса формируются также электронами вблизи эллиптических опорных точек поверхности Ферми, в которых скорость электронов {\displaystyle v_{F}} направлена вдоль магнитного поля. В этих точках {\displaystyle {{m}_{c}}={\frac {1}{v_{F}{\sqrt {K}}}}}, где {\displaystyle K} — гауссова кривизна поверхности Ферми.